# 弗盧尼 (加利福尼亞州)
弗盧尼（英語：Flourney）是位於美國加利福尼亞州莫多克縣的一個非建制地區。該地的面積和人口皆未知。

## 地理
弗盧尼的座標為41°14′06″N 120°17′54″W / 41.23500°N 120.29833°W，而該地的平均海拔高度為1570米（即5151英尺）。